# 1728 Goethe Link
1728 Goethe Link је астероид главног астероидног појаса чија средња удаљеност од Сунца износи 2,562 астрономских јединица (АЈ).
Апсолутна магнитуда астероида је 11,1.